# What Keeps You Alive
Pour plus de détails, voir Fiche technique et Distribution.
What Keeps You Alive (Qu'est-ce qui vous garde en vie) est un film d'horreur canadien écrit et réalisé par Colin Minihan, sorti en 2018.

## Synopsis
Pour fêter leur premier anniversaire de mariage, Jackie emmène son épouse, Jules, dans la maison de campagne familiale, au bord d'un lac ou plus précisément dans un chalet isolé en pleine forêt où elle allait chasser avec son père quand elle était petite. Alors qu'elles veulent se reposer et se ressourcer, Jules est très vite troublée par leur voisine, Sarah, qui ne cesse d'appeler sa femme "Megan". Perturbée, Jules se rend chez son amie d'enfance et son mari pour connaître les raisons de cette erreur. Dès lors, celle-ci lui confie le passé de sa compagne, traumatisée par la mort accidentelle d'une copine, Jenny, noyée dans un lac. Pourtant, selon Jackie, elle a changé de nom pour se reconstruire après avoir fait son coming-out. Quant à Jenny, elle ne l'a jamais évoquée à Jules qui tente de lui parler de ce décès. Lorsqu'elle la mentionne, Jackie la pousse du haut d'une falaise sans se douter que Jules a survécu à sa chute...

## Fiche technique
- Titre original et français : What Keeps You Alive
- Réalisation et scénario : Colin Minihan
- Producteur : Colin Minihan, Chris Ball, Kurtis David Harder et Ben Knechtel
- Producteur associé : Kyle McCachen
- Producteur exécutif : Brittany Allen, Brandon Christensen, Jeremy Guilbaut, James McKenzie Moore, Chris Scordo et John Upton
- Musique : Brittany Allen
- Pays d'origine :  Canada
- Langue originale : anglais canadien
- Format : couleur
- Genre : Thriller, horreur
- Durée : 98 minutes
- Dates de sortie :
  -  États-Unis : 10 mars 2018 au South by Southwest festival
  -  Australie : 8 juin 2018 au Festival du film de Sydney
  -  Canada : 1er août 2018 au FanTasia
  -  France : 17 janvier 2019 (DVD)

## Distribution
- Hannah Emily Anderson (VF : Cécilia Debergh) : Jackie
  - Charlotte Lindsay Marron : Jackie jeune
- Brittany Allen (VF : Sophie O) : Jules
- Martha MacIsaac : Sarah
- Joey Klein : Daniel

Version française dirigée par Sylvie Santelli chez Audioprojects (Barcelone), d'après une adaptation des dialogues de cette dernière.